# El Sabino, Acatlán
El Sabino är en ort i Mexiko.   Den ligger i kommunen Acatlán och delstaten Hidalgo, i den sydöstra delen av landet, 120 km nordost om huvudstaden Mexico City. El Sabino ligger 1 898 meter över havet och antalet invånare är 186.
Terrängen runt El Sabino är huvudsakligen kuperad, men åt sydost är den platt. Runt El Sabino är det ganska tätbefolkat, med 52 invånare per kvadratkilometer. Närmaste större samhälle är Rincones de la Hacienda, 19,9 km söder om El Sabino. Trakten runt El Sabino består till största delen av jordbruksmark.